# Cantón de Attichy
El cantón de Attichy era una división administrativa francesa, que estaba situada en el departamento de Oise y la región de Picardía.

## Composición
El cantón estaba formado por veinte comunas:
- Attichy
- Autrêches
- Berneuil-sur-Aisne
- Bitry
- Chelles
- Couloisy
- Courtieux
- Croutoy
- Cuise-la-Motte
- Hautefontaine
- Jaulzy
- Moulin-sous-Touvent
- Nampcel
- Pierrefonds
- Rethondes
- Saint-Crépin-aux-Bois
- Saint-Étienne-Roilaye
- Saint-Pierre-lès-Bitry
- Tracy-le-Mont
- Trosly-Breuil

## Supresión del cantón de Attichy
En aplicación del Decreto n.º 2014-196 de 20 de febrero de 2014, el cantón de Attichy fue suprimido el 22 de marzo de 2015 y sus 20 comunas pasaron a formar parte; dieciséis del nuevo cantón de Compiègne-1 y cuatro del nuevo cantón de Compiègne-2.